# Soejima Taneomi
Soejima Taneomi est un nom japonais traditionnel ; le nom de famille (ou le nom d'école), Soejima, précède donc le prénom (ou le nom d'artiste).
Soejima Taneomi (副島 種臣, 17 octobre 1828 - 31 janvier 1905) est un diplomate et homme d'état japonais de l'ère Meiji.

## Biographie
Soejima est né dans une famille samouraï de Saga, dans la province de Hizen (actuelle préfecture de Saga). Son père était un professeur de l'école du domaine et un érudit des études nationales (kokugaku). En 1866, Soejima a été envoyé à Nagasaki par les chefs du domaine pour étudier l'anglais. Là, il a étudié sous Guido F. Verbeck, un missionnaire américain, donnant une attention particulière à la constitution des États-Unis et au Nouveau Testament. Pendant la guerre de Boshin, il fut un meneur militaire des forces de Saga contre le Bakufu des Tokugawa.
Après la restauration de Meiji, Soejima est devenu conseiller junior (san'yo) et a aidé Takachika Fukuoka à établir la structure du gouvernement temporaire de Meiji en 1868. Tandis que la majeure partie du gouvernement du Japon était dans une tournée autour du monde aux États-Unis et en Europe avec la mission Iwakura, Soejima a servi de ministre des affaires étrangères intérimaire. Durant son mandat, il a été confronté à l'incident du María Luz, impliquant les questions de l'extraterritorialité et les traités inégaux dans un cas comportant le traitement des travailleurs chinois sur un bateau péruvien. Soejima a été félicité par le gouvernement chinois pour sa résolution de l'affaire.
En 1871, il a été envoyé en Sibérie pour ajuster les questions de frontière concernant l'île de Sakhaline. En 1873, Soejima a mené une mission à Pékin protester contre le meurtre de 54 naufragés d'un navire marchand par des aborigènes Paiwans à Taïwan en décembre 1871. (L'ancien royaume de Ryūkyū a été officiellement réclamé par l'empire du Japon, en tant que territoire souverain japonais, à partir de septembre 1872.) Soejima a réussi à rencontrer l'empereur Tongzhi sur la base de sa bonne réputation dû à l'incident du Maria Luz, mais les demandes du Japon d'indemnisation ont été refusées, menant à l'expédition de Taïwan de 1874. Cependant, la mission en Chine a réussi à établir des relations diplomatiques officielles entre le Japon et la Chine.
Après que le retour de la mission Iwakura et le rejet des propositions du Seikanron pour envahir la Corée en octobre 1873, Soejima a démissionné du gouvernement. Il a plus tard rejoint Itagaki Taisuke et Shimpei Eto pour former le parti politique du Aikoku Kōtō. Lors d'une visite en Chine en 1876, il a été reçu avec des honneurs élevés par les Mandarins en raison de sa réputation, et il est devenu conseiller privé de l'empereur.
Soejima est retourné dans le gouvernement en 1878, servant à l'agence impériale. En 1888, il a été nommé au Conseil Privé, et est devenu son vice-président en 1891. En 1892, il a été invité à devenir le ministre de l'intérieur dans le premier gouvernement Matsukata.